# Фюштер, Геза
Ге́за Фю́штер (венг. Füstér Géza; 19 февраля 1910, Будапешт — 30 декабря 1990, Торонто) — венгерский−канадский шахматист; международный мастер (1969). Чемпион Венгрии (1941).
В составе сборной Канады участник 2-х Олимпиад (1958, 1970). В межзональном турнире в Портороже (1958) — 21-е место.

## Таблица результатов
| Год  | Город  | Турнир                  | + | −  | = | Результат | Место |
| ---- | ------ | ----------------------- | - | -- | - | --------- | ----- |
| 1958 | Зиген  | 4-й межзональный турнир | 1 | 17 | 2 | 2 из 20   | 21    |
|      | Мюнхен | 13-я Олимпиада          | 5 | 2  | 7 | 8½ из 14  |       |
| 1970 | Зиген  | 19-я Олимпиада          | 1 | 4  | 1 | 1½ из 6   |       |